# 上田久利
上田 久利（うえた ひさとし、1952年2月22日 - ）は、日本の彫刻家、教育学者。岡山大学名誉教授。徳島県出身。日展特別会員、日展審査員、岡山日展会長、日彫運営委員、岡山県展審査員。

## 経歴
1975年に岡山大学教育学部を卒業。卒業後は徳島県内の学校で教諭を勤めた。1993年に鳴門教育大学修士課程修了。1995年に岡山大学教育学部助教授就任。2007年に岡山大学教育学部教授就任。2017年に岡山大学名誉教授となる。また日展会員、日本彫刻会運営委員、ハート・アート・おかやま代表、岡山県展審査員などを歴任。日展審査員として2001年・2008年・2015年・2020年歴任。
作品としては1990年に「早春賦」が日彫賞を受賞。また同年に「雅歌」が日展で特選を受賞。1992年に「エヴァ」が日展で特選を受賞。また1998年に山陽新聞社大賞を受賞。。2012年に「耳をすまして－枇杷の実のうれるころ－」で日展会員賞を受賞。2014年に岡山県芸術文化賞グランプリ・マルセン文化賞を受賞。2015年に山陽新聞社賞（文化功労）を受賞。

## 主な作品
- 「早春賦」（日彫賞 1990年）
- 「雅歌」（日展特選 1990年）
- 「エヴァ」（日展特選 1992年）
- 「耳をすまして－枇杷の実のうれるころ－」（日展会員賞 2012年）

## 所属団体
- 公益社団法人日展
- 公益社団法人日本彫刻会